# Анатолиј Масљонкин
Анатолиј Јевстигнејевич Масљонкин (29. јун 1930. —16. мај 1988) био је совјетски руски фудбалер .
Играо је 33 пута за фудбалску репрезентацију СССР-а и учествовао на два светска купа, као и првом купу европских нација 1960. године, где су Совјети били прваци. Такође је освојио златну медаљу у фудбалу на Летњим олимпијским играма 1956. године.